# Mary-Claire King
Mary-Claire King (1946) es una genetista estadounidense. Es profesora de la Universidad de Washington donde se dedica a la investigación sobre genética y sus interacciones de las influencias genéricas y ambientales sobre las condiciones de vida de los seres humanos, en afecciones como VIH, lupus, sordera hereditaria, cáncer de mama y cáncer de ovario. Es conocida por tres grandes logros:  
- la identificación de los genes del cáncer de mama;
- la demostración que los seres humanos y los chimpancés son genéticamente idénticos en un 99 %;
- la aplicación de la secuenciación del ADN para identificar a las víctimas de violaciones a los derechos humanos, especialmente desaparecidos.

En Argentina es conocida por su aporte a la búsqueda de niñas y niños apropiados durante la dictadura cívico-militar de 1976-1983, desarrollando junto a un grupo de científicos el llamado índice de abuelidad.

## Carrera científica
Nació cerca de Chicago en 1946. Su mejor amiga de infancia murió de cáncer cuando tenía 15 años, hecho que la impulsó hacia su futura profesión.
Se graduó en el Carleton College con un B.A. en matemáticas (cum laude) a los 19 años y completó su doctorado en 1973, en la Universidad de California, Berkeley (California) en genética y epidemiología, luego de que su tutor Allan Wilson la persuadiera de cambiar de las matemáticas a la genética.
En su investigación de doctorado en Berkeley, demostró mediante análisis comparativos de proteínas, que los chimpancés y los seres humanos eran genéticamente idénticos en un 99 %. Su conclusión convulsionó a la opinión pública de entonces, y revolucionó la biología evolucionista, siendo hoy conocimiento común general.
Su trabajo apoyó la hipótesis de Allan Wilson de que los chimpancés y los humanos divergieron en la rama evolutiva apenas hace cinco millones de años, y tanto King como Wilson sugirieron que la regulación genética fue seguramente la causa de las diferencias significativas entre ambas especies, una sugestión que desde entonces ha sido tomada por otros investigadores.
King completó su educación posdoctoral en la Universidad de California, San Francisco (UCSF), para luego desempeñarse como profesora de genética y epidemiología en la Universidad de California (Berkeley), entre 1976 y 1995.
En 1990 demostró que un solo gen del cromosoma 17, conocido luego como BRCA1, era responsable por varios cánceres de mama y ovario (entre un 5-10 % de todos los casos de cáncer de mama pueden ser hereditarios). El descubrimiento del «gen del cáncer de mama» revolucionó el estudio de muchas otras enfermedades, y modificó una posición general entre los científicos contraria a sus hipótesis sobre la existencia de una relación entre la genética y algunas enfermedades humanas complejas. Hasta ese momento la genética había sido relacionada con algunas enfermedades muy específicas, como la enfermedad de Huntington, la fibrosis quística y la anemia de células falciformes, pero los científicos eran escépticos sobre la utilidad de la genética en enfermedades más comunes, que incluían mayor cantidad de factores genéticos y ambientales. 
La técnica que desarrolló para identificar el BRCA1 se ha probado valiosa desde entonces para el estudio de muchas otras enfermedades, y la propia King identificó el BRCA2.
Desde 1990, comenzó a trabajar en colaboración con científicos en todo el mundo para identificar las causas genéticas de la sordera y la pérdida de audición. En 1997, el grupo tuvo éxito en clonar el primer gen sin relación con el síndrome de sordera. Ha continuado trabajando con científicos como Karen Avraham en Israel y Moien Kanaan en los Territorios Palestinos, con el fin de dar un ejemplo de cooperación científica internacional. La sordera hereditaria es común en Palestina, por lo que existe una amplia población para comprender mejor sus aspectos genéticos.
Trabajó también en el Proyecto del Genoma Humano, que tiene como objetivo establecer las distinciones entre individuos para entender mejor la evolución y la historia de las migraciones.
Permaneció en Berkeley hasta 1995, cuando fue contratada como profesora investigadora de la American Cancer Society en la Universidad de Washington.

## Trabajo en derechos humanos
King aplicó por primera vez sus conocimientos genéticos al trabajo de derechos humanos en 1984, cuando junto con su laboratorio comenzó a trabajar con las Abuelas de Plaza de Mayo en Argentina, utilizando genética dental para identificar desaparecidos, método que ha permitido la identificación de más de 135 niños apropiados durante la dictadura 1976-1983. Estos niños fueron sustraídos por los militares y registrados con identidades cambiadas mediante certificados de nacimiento o adopciones simuladas, por lo que para que recuperen su identidad es necesario acreditar de manera indudable su filiación biológica.
Las Abuelas de Plaza de Mayo recurrieron a ella, quien desarrolló una técnica de identificación y «abuelidad», utilizando ADN mitocondrial y HLA –marcadores genéticos tomados de muestras dentales–. El caso que abrió la admisión de esta prueba fue el de Paula Logares en 1984. Las técnicas que desarrolló  fueron utilizadas también para identificar a más de 750 niños y adultos masacrados en la población de El Mozote, en El Salvador.
King ha trabajado con gran cantidad de organizaciones de derechos humanos, como Médicos por los Derechos Humanos (Physicians for Human Rights) y Amnesty International, para identificar desaparecidos en Argentina, Chile, Costa Rica, El Salvador, Guatemala, Haití, Honduras, México, Ruanda, los Balcanes (Croacia y Serbia), y Filipinas. Su laboratorio también ha producido identificación por ADN para las fuerzas armadas estadounidenses y los tribunales internacionales de derechos humanos.
Su compromiso con las causas de derechos humanos, se relaciona con su compromiso político desde que era joven, protestando contra la Guerra de Vietnam, cuando estudiaba en la universidad, Aquellas acciones las recordó como:

La cosa individual más efectiva que hicimos fue el día después de la invasión de Camboya, sacamos los sacos de los trajes y los jumpers -vestimentas que ninguno había usado desde que vinimos a Berkeley- y fuimos a las sinagogas e iglesias, y para el fin del domingo teníamos más de 30.000 cartas oponiéndose a la acción.

También trabajó con Ralph Nader estudiando los efectos de los pesticidas sobre los granjeros, antes de completar su trabajo doctoral con Allan Wilson. King apoyó también la no discriminación de las mujeres y las minorías sexuales en el campo de la ciencia, y criticó el patentamiento de los descubrimientos genéticos.

## Vida personal
Se casó y luego se divorció de un colega con quien tuvo una hija, Emily, en 1975. Emily estudió la evolución del lenguaje en la Universidad Brown. Por otra parte, su hermano menor, Paul King, fue CEO de Vanalco, en Vancouver, estado de Washington.

## Premios y reconocimientos
Entre los numerosos premios y reconocimientos obtenidos:
- Premio Clowes a la investigación básica de la American Association for Cancer Research (1994)
- Premio Jill Rose, The Breast Cancer Research Foundation (1996)
- Brinker Award for Scientific Distinction in Basic Science (1999)
- Sigma Xi
- Fellow de la American Academy of Arts and Sciences (1999).[11]
- Academia Nacional de Ciencias de Estados Unidos (2005)
- Premio Dr. A.H. Heineken en Medicina (2006).[18]
- Premio Weizmann en Mujer & y Ciencia (2006).[19]
- Premio de la Fundación Peter Gruber (2006)[20]
- Premio William Allan (2020).[21]
- Public Welfare Medal (2025).[22]
- Premio Princesa de Asturias de Investigación Científica y Técnica (2025)[23]

#### Doctorados Honoris Causa
- Doctorado Honorario en Ciencia de la Universidad Harvard (2003);[24]

- Doctorados honorarios de las universidades (colleges) de Carleton, Smith, Bard, Dartmouth y Católica de Leuven (2006)[25]

- Doctora Honoris Causa de parte de la Universidad de Buenos Aires, por sus aportes científicos.[26][27]

Servicios profesionales notables:
- Consejo Asesor Científico del Programa de Desarrollo Pediátrico de la Robert Wood John Foundation.
- Tribunal de Crímenes de Guerra de las Naciones Unidas
- Equipo de Antropología Forense de las Naciones Unidas
- Equipo de Intervención en Cáncer de Mama de la National Cancer Institute
- Institutos Nacionales de estudios del genoma Humano
- Consejo Asesor de la Oficina de Investigaciones sobre Salud de la Mujer

Posee cinco patentes y más de 200 artículos revisados por pares.